# Badingham
Badingham is een civil parish in het bestuurlijke gebied East Suffolk, in het Engelse graafschap Suffolk met 478 inwoners.